# André Déléage
André Déléage, né le 9 décembre 1903 à Mâcon et mort le 24 décembre 1944 sur le front, près de Luxembourg, est un historien français, auteur d’une thèse sur la société en Bourgogne dans le haut Moyen Âge, publiée à Mâcon en 1941.

## Biographie
La thèse de Déléage, élève de Marc Bloch à Strasbourg, a été la première thèse française importante d’histoire régionale médiévale. Cette œuvre de 1 500 pages exerça une influence considérable sur l’évolution de l’histoire du Moyen Âge dans toute l’Europe, y compris en URSS, et outre-Atlantique.
Plus connu à l'étranger qu'en France et toujours étudié du fait de ses analyses d'histoire rurale médiévale qui firent de lui un authentique précurseur de cette discipline, ce fut le seul vrai disciple et élève de Marc Bloch, qui eut la joie de pouvoir lire avant sa mort tragique cette première thèse d'histoire rurale, conçue et élaborée sous sa direction. Mort au champ d'honneur la veille de Noël de décembre 1944, résistant, c'est aussi par un commun destin au service de la patrie que, par delà la mort, la mémoire d'André Déléage restera à jamais unie à celle de Marc Bloch.
Dans les années 1932-1933, André Déléage avait œuvré avec Emmanuel Mounier, Georges Izard, Louis-Émile Galey, Georges Duveau à l'élaboration d'une pensée politique qui donnera naissance au groupe "Esprit"  qui s'exprime dans la revue Esprit.
Depuis les années 2010, les Archives de Saône-et-Loire mettent à la disposition du public les archives familiales (433 lettres) conservées par André Déléage. Elles ont trait à la Première Guerre mondiale, au cours de laquelle son père, inspecteur de l'école primaire, mobilisé, entretient une correspondance suivie avec sa mère, également institutrice de formation.

## Hommage
Le nom de André Déléage figure parmi ceux des écrivains morts au champ d'honneur pendant la guerre 1939-1945 dans la Liste des personnes citées au Panthéon de Paris.

## Publications
- Les cadastres antiques jusqu'à Dioclétien, 1934, Institut français d'archéologie orientale
- Les origines de châtellenies du Charolais, 1936, imprimerie Gaullien
- Recueil des actes du prieuré de Saint-Symphorien d'Autun de 696 à 1300, 1936, Taverne et Chandioux, 312p.
- La vie économique et sociale de la Bourgogne dans le haut Moyen-Age, thèse de doctorat, 1941, Protat frères, Mâcon, 3 volumes, 1471p.
- La vie rurale en Bourgogne jusqu'au début du XIe siècle (reprise de la thèse de doctorat), 1941, Protat frères, Mâcon, 3 volumes, 1474p., compte-rendu par Jacques Laurent, dans Bibliothèque de l'École des chartes, 1943, tome 104, p. 299-304 (lire en ligne)

- Prix Gobert 1942 de l’Académie des inscriptions et belles-lettres.
- « La Capitation du Bas-Empire », dans Annales de l'Est (Mémoires no 14), 1945, 303p., compte-rendu par Paul Lemerle, dans Revue des Études Anciennes, 1948, tome 50, no 3-4, p. 398-403 (lire en ligne)